# Efecto Robin Hood
Se denomina efecto Robin Hood a las circunstancias económicas en las cuales el ingreso es redistribuido de manera que se reduce la desigualdad económica. El efecto ha sido denominado en honor a Robin Hood, de quien se decía que robaba a los ricos para darle a los pobres.

## Causas del efecto Robin Hood
Un efecto Robin Hood puede ser causado por un gran número de políticas o decisiones económicas, algunas de las cuales no necesariamente tenían por objetivo reducir la desigualdad. A continuación se indican algunas de dichas decisiones.

### Desarrollo nacional natural

Una curva Kuznets.

Simon Kuznets sostiene que un importante factor que afecta los niveles de desigualdad económica es la etapa de desarrollo económico que posee un país. Kuznets indica una relación tipo campana entre el nivel de ingreso y la desigualdad, tal como ilustra la figura adjunta. La teoría establece que aquellos países con niveles muy bajos de desarrollo tendrán una distribución relativamente igualitaria de la riqueza.
En la medida que un país se desarrolla, necesariamente crece su capital, y los propietarios de dicho capital tendrán una mayor riqueza e ingreso, lo cual produce desigualdad. Sin embargo, eventualmente varios mecanismos posibles de redistribución tales como los efectos de maduración y los programas de bienestar social producirán un efecto Robin Hood, con parte de la riqueza redistribuida a los pobres. Por lo tanto, los países más desarrollados se desplazarán hacia niveles de desigualdad más pequeños.

### Impuesto a los ingresos no proporcional
Muchos países poseen un sistema de impuesto a los ingresos mediante el cual el primer segmento del salario de un trabajador está sujeto a una tasa de impuesto muy pequeña o no paga ningún impuesto, mientras que aquellos que reciben salarios mayores pagan una mayor tasa de impuestos por encima de un cierto monto umbral, este sistema es denominado de impuesto progresivo. De esta manera la población que se encuentra en mejores condiciones económicas paga un impuesto que es una mayor proporción de su salario, subsidiando a aquellos que se encuentran en condiciones menos favorables, lo que resulta en un efecto Robin Hood.
De manera específica, un impuesto progresivo es un impuesto en el cual la tasa del impuesto se incrementa en la medida que la base impositiva aumenta. "Progresivo" describe un efecto de distribución sobre el ingreso o el gasto, haciendo referencia a la forma en que la tasa progresa de baja a alta, en donde la tasa impositiva media es menor que la tasa impositiva marginal. Se puede aplicar a los impuestos sobre los individuos o al sistema impositivo en su conjunto; un año, varios años, o toda la vida. Los impuestos progresivos intentan reducir la incidencia impositiva de aquellas personas con una menor capacidad de pago, al enfocar la incidencia en aquellos que poseen una mayor habilidad para pagar.

### Subsidios cruzados en la telefonía móvil
En muchos países en vías de desarrollo, las redes de telecomunicación móvil tienden a sufrir una gran externalidad de red, lo cual los reguladores y operadores intentan corregir subsidiando subscripciones mediante precios mayores dependiendo de call termination. Ello permite que los que se encuentran en condiciones económicas menos favorables en ese país tengan acceso a servicios de comunicaciones, a menudo de manera gratuita (en un teléfono móvil prepago). El costo adicional es prorateado entre los suscriptores que realizan las llamadas a estos nuevos suscriptores; los que realizan la llamadas tienden a tener un mejor pasar económico. Por lo tanto, a pesar de que no existe una transferencia directa de dinero, existe un importante efecto Robin Hood, mediante el cual los que poseen una mejor condición económica subsidian a los que son más pobres.

### Tasa Robin Hood
La tasa Robin Hood es un propuesto de unas ONG's para una tasa sobre las transacciones financieras similar al Tasa Tobin (que fue propuesto sólo para el cambio de moneda extranjera), afectaría a una gama más amplia de clases de activos, incluyendo la compra y venta de bonos, materias primas, fondos mutuos, acciones, fondos comunes de inversión y derivados como las Contratos des futuros y las  Opciónes financieras
Los Robin Hood es una banda  criminal famosa en la época medieval que roben los ricos para suportar los pobres

## Ejemplos
- Un efecto Robin Hood producto de una legislación afirmativa
- International roaming charges argued to make the rich subsidise the poor